# Magnus Andreas Thulstrup
Magnus Andreas Thulstrup, född 13 april 1769 i Köpenhamn, död 18 maj 1844 i Kristiania, var en norsk läkare. Han var farfars bror till Magnus Thulstrup.

## Biografi
Thulstrup blev student 1786 och kirurgie kandidat 1791. Sedan han innehaft flera anställningar som kirurg i Köpenhamn, kom han 1797 som militärkirurg till Kristiania. Åren 1801–18 var han regementskirurg, vid Oplandske regementet, och bevistade som sådan krigen 1808–09 och 1814, blev 1809 förste medlem av norska Sundhetskollegiet och 1813 ledamot av direktionen över det militära medicinalväsendet samt 1814 professor i kirurgi och förlossningskonst vid Kristiania universitet. 
År 1818 blev Thulstrup överfältläkare och erhöll som sådan 1819 titeln generalkirurg. År 1818 utnämndes han till förste livmedikus. Därjämte var han till 1836 medlem av styrelsen över Rikshospitalet, överkirurg, överläkare vid barnbördshuset och föreståndare för barnmorskeinrättningen. Han blev medlem av Svenska Läkaresällskapet 1814, hedersledamot av svenska Sundhetskollegium 1816, hedersdoktor vid Köpenhamns universitet 1817 och medlem av Krigsvetenskapsakademien 1820.
Thulstrup utvecklade ingen större författarverksamhet, men intog vid sidan av Michael Skjelderup en framstående plats som grundläggare av de medicinska studierna i Norge.